# Dale O. Thomas
Dale O. Whitney Thomas (Cedar Rapids, Iowa, 1923. február 26. – Corvallis, Oregon, 2004. március 4.) amerikai birkózó és birkózóedző, 1957 és 1990 között az Oregon State Beavers birkózócsapatának vezetőedzője. Az 1956-os melbourni olimpián is versenyzett. A primer sclerotizáló cholangitis szövődményeként kialakuló máj- és veseelégtelenségben hunyt el.

## Sportolóként
Egyetemistaként kilenc címet (köztük az 1943-as és 1947-es NAAU-bajnokságok) nyert 79 kilogrammos kategóriában. A Cornell 1947-es csapata a NAAU mellett az NCAA bajnokságát is megnyerte. Félnehézsúlyban 1954-ben szabadfogásban indult a világbajnokságon, 1956-ban kötöttfogásban az olimpián.

## Edzőként
1957 és 1990 között volt a Beavers vezetőedzője, ezalatt 22 konferencia- és tíz NCAA-bajnokságot nyertek, illetve tizennégyszer voltak a legjobb tíz között; 116 csapattag lett konferenciabajnok és hatvanan nyerték el az All-America elismerést. Eredménye 616–183–13, ezzel az NCAA legtöbb győzelmét elérő egyetemi birkózóedzője. Az NCAA kétszer, a Pacific-10 Conference pedig négyszer választotta az év edzőjének.

## Mérföldkövei
- A nyugati part első NCAA-bajnokságát 1961-ben rendezték az Oregon State Beavers stadionjában
- Az 1960-as és 1964-es olimpiákon birkózó-játékvezető volt
- 1970-ben a Cornell College dicsőségcsarnokának tagja lett
- 1980-ban a National Wrestling Hall of Fame tagja lett
- 1982-ben az iowai állami dicsőségcsarnok tagja lett
- 1992-ben az Oregoni Állami Egyetem dicsőségcsarnokának tagja lett[4]
- Az Oregon Sports Hall of Fame tagja[5]
- A Helms Athletic Foundation dicsőségcsarnokának tagja
- Az Iowa Wrestling Hall of Fame tagja
- 616 győzelme az ország egyetemi birkózóedzői között a legtöbb[6]
- Szerepelt a Sports Illustrated 1989. március 6-ai számában[7]

## Fordítás
- Ez a szócikk részben vagy egészben  a   Dale O. Thomas című angol Wikipédia-szócikk ezen változatának fordításán alapul.  Az eredeti cikk szerkesztőit annak laptörténete sorolja fel. Ez a jelzés csupán a megfogalmazás eredetét és a szerzői jogokat jelzi, nem szolgál a cikkben szereplő információk forrásmegjelöléseként.